# Puta
Puta (ryska: Пута) är en ort i Azerbajdzjan.   Den ligger i distriktet Baku, i den östra delen av landet, 22 km väster om huvudstaden Baku. Antalet invånare är 1 018.
Terrängen runt Puta är platt söderut, men norrut är den kuperad. Närmaste större samhälle är Khirdalan, 18,6 km norr om Puta. 